# Super Liga Moldovei 2024-2025
Super Liga Moldovei 2024-25 este a 34-a ediție a campionatului de fotbal în Moldova. Liga a început pe 3 august 2024 și se va termina pe 18 mai 2025. Petrocub Hîncești sunt campionii en-titre. Câștigătorii Super Ligii în acest sezon vor primi un loc în Turul 1 preliminar al Ligii Campionilor 2025-26, locul 2 va primi un loc în Turul 2 preliminar al UEFA Conference League și locul 3 va primi un loc în Turul 1 preliminar al UEFA Conference League 2025-26.

## Echipe

### Stadioane
| Bălți                          | Dacia Buiucani                                                         | Florești                                                               | Milsami                 |
| ------------------------------ | ---------------------------------------------------------------------- | ---------------------------------------------------------------------- | ----------------------- |
| Stadionul Orășenesc (Bălți)    | Stadionul Zimbru-2                                                     | Stadionul Dinamo (Tighina) · UEFA                                      | CSR Orhei · UEFA        |
| Capacitate: 5,200              | Capacitate: 2,000                                                      | Capacitate: 4,981                                                      | Capacitate: 3,000       |
|                                |                                                                        |                                                                        |                         |
| Petrocub                       | BălțiDaciaFloreștiMilsamiPetrocubSheriffSpartaniiZimbruNisporeniBender | BălțiDaciaFloreștiMilsamiPetrocubSheriffSpartaniiZimbruNisporeniBender | Sheriff                 |
| Stadionul Municipal (Hîncești) | BălțiDaciaFloreștiMilsamiPetrocubSheriffSpartaniiZimbruNisporeniBender | BălțiDaciaFloreștiMilsamiPetrocubSheriffSpartaniiZimbruNisporeniBender | Sheriff Arena · UEFA    |
| Capacity: 1,100                | BălțiDaciaFloreștiMilsamiPetrocubSheriffSpartaniiZimbruNisporeniBender | BălțiDaciaFloreștiMilsamiPetrocubSheriffSpartaniiZimbruNisporeniBender | Capacity: 12,746        |
|                                | BălțiDaciaFloreștiMilsamiPetrocubSheriffSpartaniiZimbruNisporeniBender | BălțiDaciaFloreștiMilsamiPetrocubSheriffSpartaniiZimbruNisporeniBender |                         |
| Spartanii Sportul              | BălțiDaciaFloreștiMilsamiPetrocubSheriffSpartaniiZimbruNisporeniBender | BălțiDaciaFloreștiMilsamiPetrocubSheriffSpartaniiZimbruNisporeniBender | Zimbru                  |
| Stadionul Orășenesc Nisporeni  | BălțiDaciaFloreștiMilsamiPetrocubSheriffSpartaniiZimbruNisporeniBender | BălțiDaciaFloreștiMilsamiPetrocubSheriffSpartaniiZimbruNisporeniBender | Stadionul Zimbru · UEFA |
| Capacity: 5,200                | BălțiDaciaFloreștiMilsamiPetrocubSheriffSpartaniiZimbruNisporeniBender | BălțiDaciaFloreștiMilsamiPetrocubSheriffSpartaniiZimbruNisporeniBender | Capacity: 10,104        |
|                                | BălțiDaciaFloreștiMilsamiPetrocubSheriffSpartaniiZimbruNisporeniBender | BălțiDaciaFloreștiMilsamiPetrocubSheriffSpartaniiZimbruNisporeniBender |                         |

### Personal și echipament
Notă: Drapelele indică naționalitatea cum a fost definită în FIFA eligibility rules. Jucătorii și antrenorii pot avea mai mult de o naționalitate non-FIFA.
| Echipă            | Antrenor principal | Căpitan           | Producător de echipament | Sponsor de tricou                          |
| ----------------- | ------------------ | ----------------- | ------------------------ | ------------------------------------------ |
| Sheriff           | Mislav Karoglan    | Dumitru Celeadnic | Adidas                   | none                                       |
| Zimbru            | Hikmet Karaman     | Ștefan Burghiu    | Macron                   | ProPay, Geosport, A.M.G, apă pură          |
| Petrocub          | Andrei Martin      | Vladimir Ambros   | Puma                     | none                                       |
| Bălți             | Veaceslav Rusnac   | Álvaro Bely       | Joma                     | Primăria Municipiului Bălți                |
| Milsami           | Igor Picușceac     | Vadim Bolohan     | Macron                   | none                                       |
| Spartanii Sportul | Vacant             | Alexandru Dedov   | Erreà                    | Ceek, Samaritan                            |
| Dacia Buiucani    | Viorel Frunză      | Maxim Focșa       | Joma                     | Primăria Chișinău, Art Sport, OM, Creatlon |
| Florești          | Nicolai Țurcan     | Alexandru Osipov  | Joma                     | none                                       |

### Remanieri antrenoriale
| Echipa    | Antrenorul concediat | Motivul concedierii | Data eliberării  | Poziția în clasament | Antrenorul angajat | Data angajării    |
| --------- | -------------------- | ------------------- | ---------------- | -------------------- | ------------------ | ----------------- |
| Sheriff   | Yuriy Hura           | Acord comun         | 5 august 2024    | 2                    | Mislav Karoglan    | 5 August 2024     |
| Zimbru    | Lilian Popescu       | Acord comun         | 8 octombrie 2024 | 4                    | Hikmet Karaman     | 18 octombrie 2024 |
| Spartanii | Adrian Sosnovschi    | Demisie             | 9 noiembrie 2024 | 6                    |                    |                   |

## Faza II
| Loc | Echipa            | MJ | V | E | Î | GM | GP | DG | Pct | Calificare                                                      |
| --- | ----------------- | -- | - | - | - | -- | -- | -- | --- | --------------------------------------------------------------- |
| 1   | Sheriff Tiraspol  | 2  | 1 | 1 | 0 | 3  | 0  | +3 | 4   | Calificare pentru Primul tur al Ligii Campionilor               |
| 2   | Petrocub Hîncești | 1  | 1 | 0 | 0 | 3  | 0  | +3 | 3   | Calificarea pentru Conference League a doua rundă de calificare |
| 3   | Milsami Orhei     | 1  | 1 | 0 | 0 | 2  | 1  | +1 | 3   | Calificarea pentru Conference League primul tur de calificare   |
| 4   | Bălți             | 2  | 1 | 0 | 1 | 3  | 5  | −2 | 3   |                                                                 |
| 5   | Zimbru Chișinău   | 2  | 0 | 1 | 1 | 1  | 2  | −1 | 1   |                                                                 |
| 6   | Spartanii Selemet | 2  | 0 | 0 | 2 | 2  | 6  | −4 | 0   |                                                                 |